# Łukasz Tusk
Łukasz Maciej Tusk (* 24. September 1985 in Opole) ist ein polnischer Politiker der Platforma Obywatelska (Bürgerplattform). 
Tusk ist ausgebildeter Agrartechniker.
Bei den vorgezogenen Parlamentswahlen 2007 trat Łukasz Tusk im Wahlkreis 21 Opole an und konnte mit 20.931 Stimmen ein Mandat für den Sejm erringen. Er wurde damit zum jüngsten Abgeordneten des Parlaments seit der Wahl 1989 und konnte seine Einberufung zur Polnischen Armee umgehen. Im Sejm arbeitet er in den Kommissionen für Landwirtschaft und Dorfentwicklung sowie Umweltschutz, natürliche Ressourcen und Wälder.
Er ist ein entfernter Verwandter von Donald Tusk, ihre Großväter waren Cousins.
Łukasz Tusk ist verheiratet.